# Geografía de Uzbekistán
Uzbekistán es un país de Asia central con una superficie de  447 400 km ² extendiéndose desde los 1425 kilómetros de oeste a este y 930 km de norte a sur. Sus vecinos son: Kazajistán al norte, Kirguistán y Tayikistán al este, Turkmenistán al suroeste y Afganistán al sur. Es uno de los mayores países de Asia central, y es el único que tiene fronteras con todos los países de esta región.

## Relieve

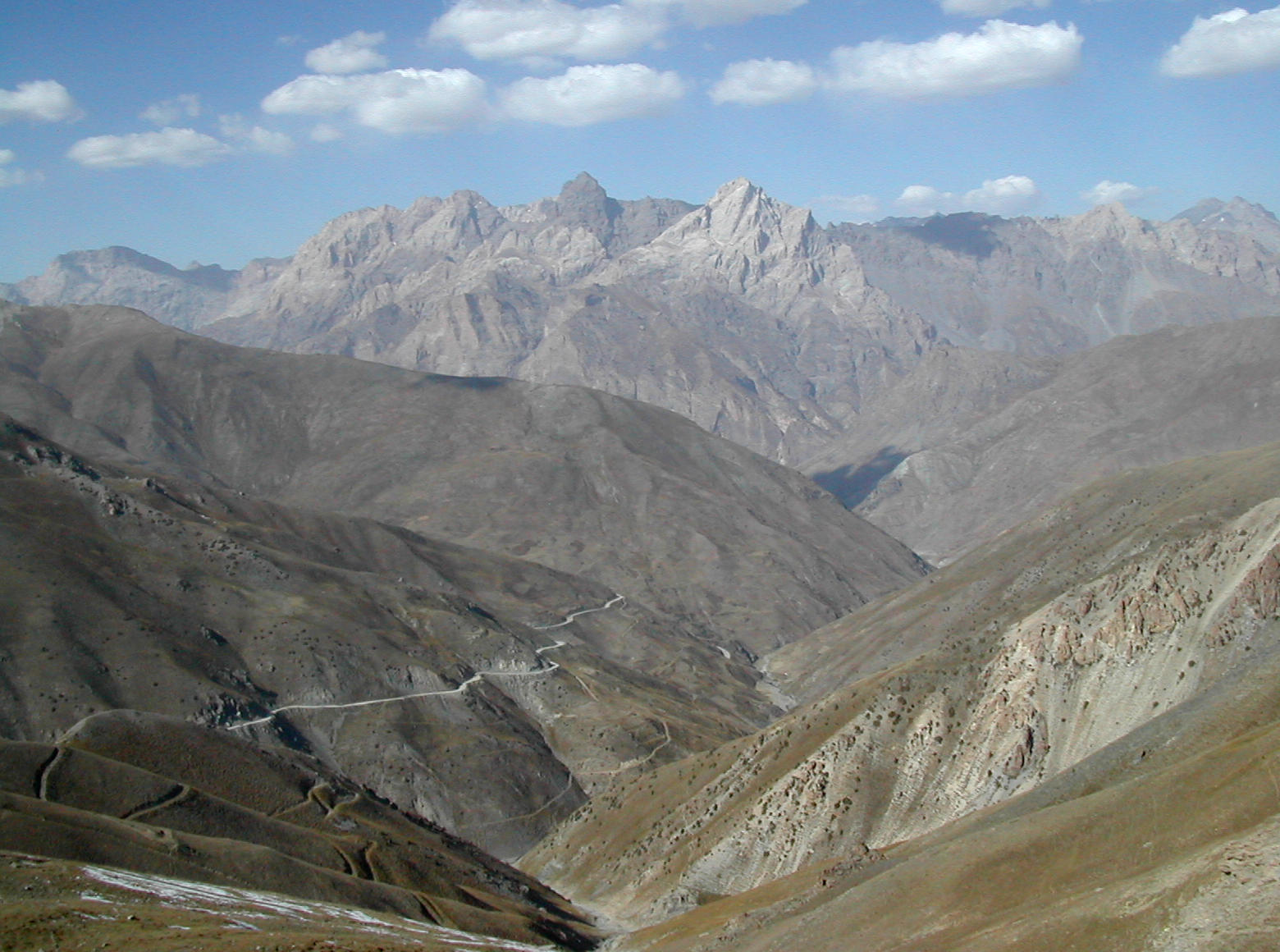
Vista del paso Anzob a través de la cordillera Gissar, con la cordillera Zeravshan al fondo.

La topografía del país es variada, desde la planicie desértica  que comprende casi el 80% del territorio a las montañas en el este, que llegan a los 4.643 m de altitud.
El sureste del país está caracterizado por las estribaciones de la cadena Tian Shan, que alcanza sus mayores alturas en los vecinos Kirguistán y Tayikistán, y forma una frontera natural entre el Asia central y China.

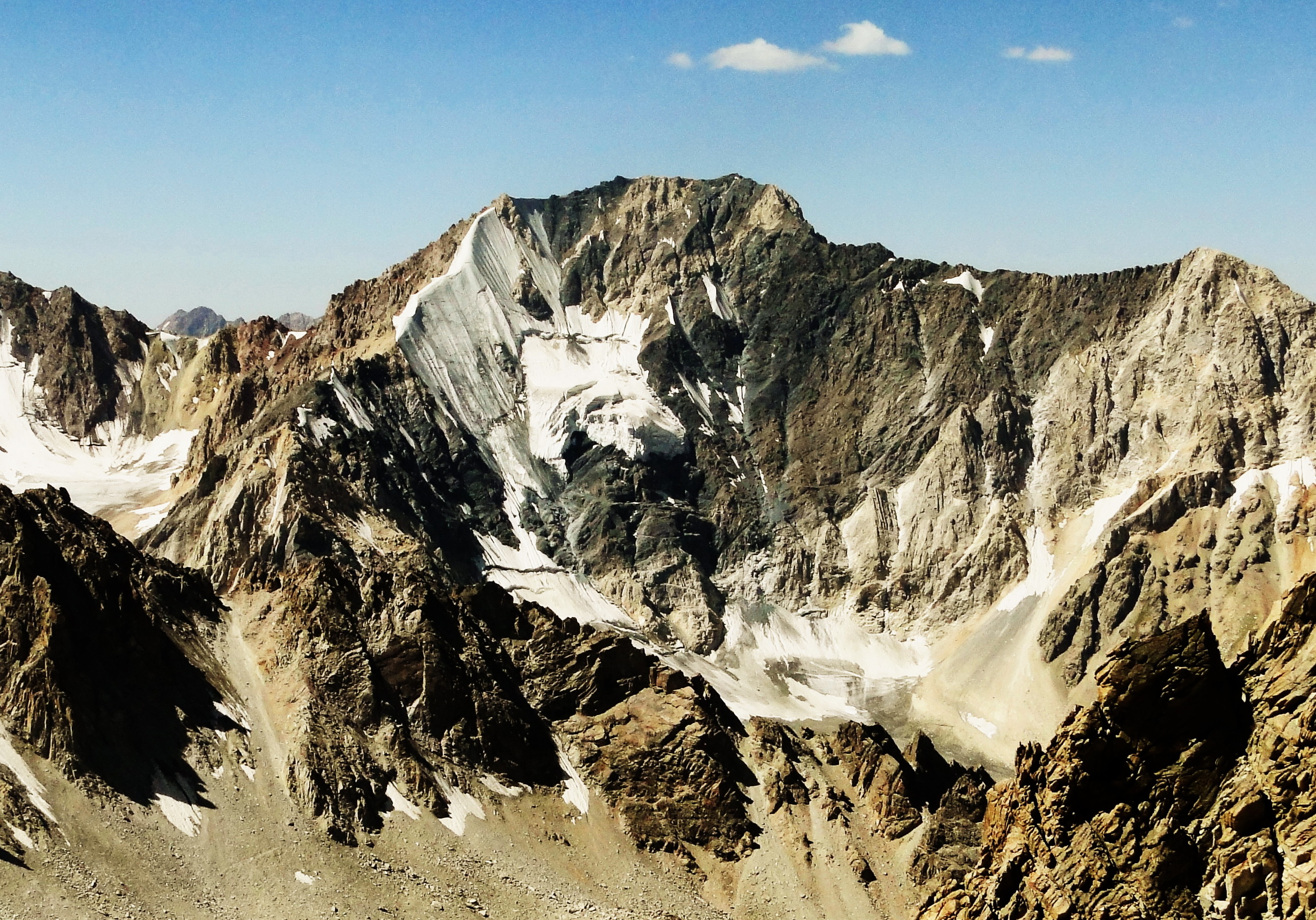
Monte Adelung, en el extremo nordeste de Uzbekistán, en la cordillera de Pskem.

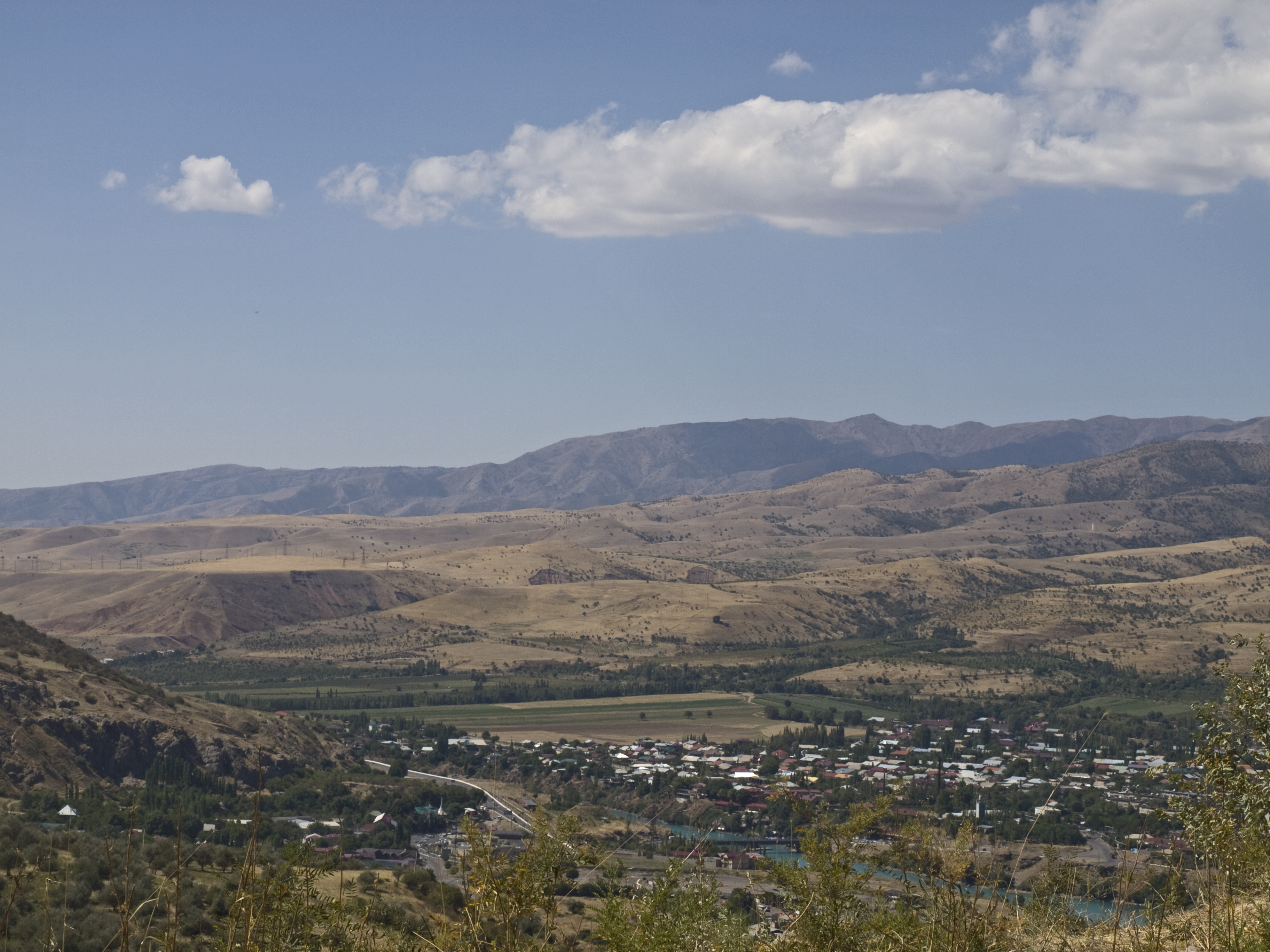
Extremo meridional de la cordillera Ugam, con el pueblo de Chorvoq, en la provincia de Taskent, junto al río Chirchiq, adyacente al lago Charvak.

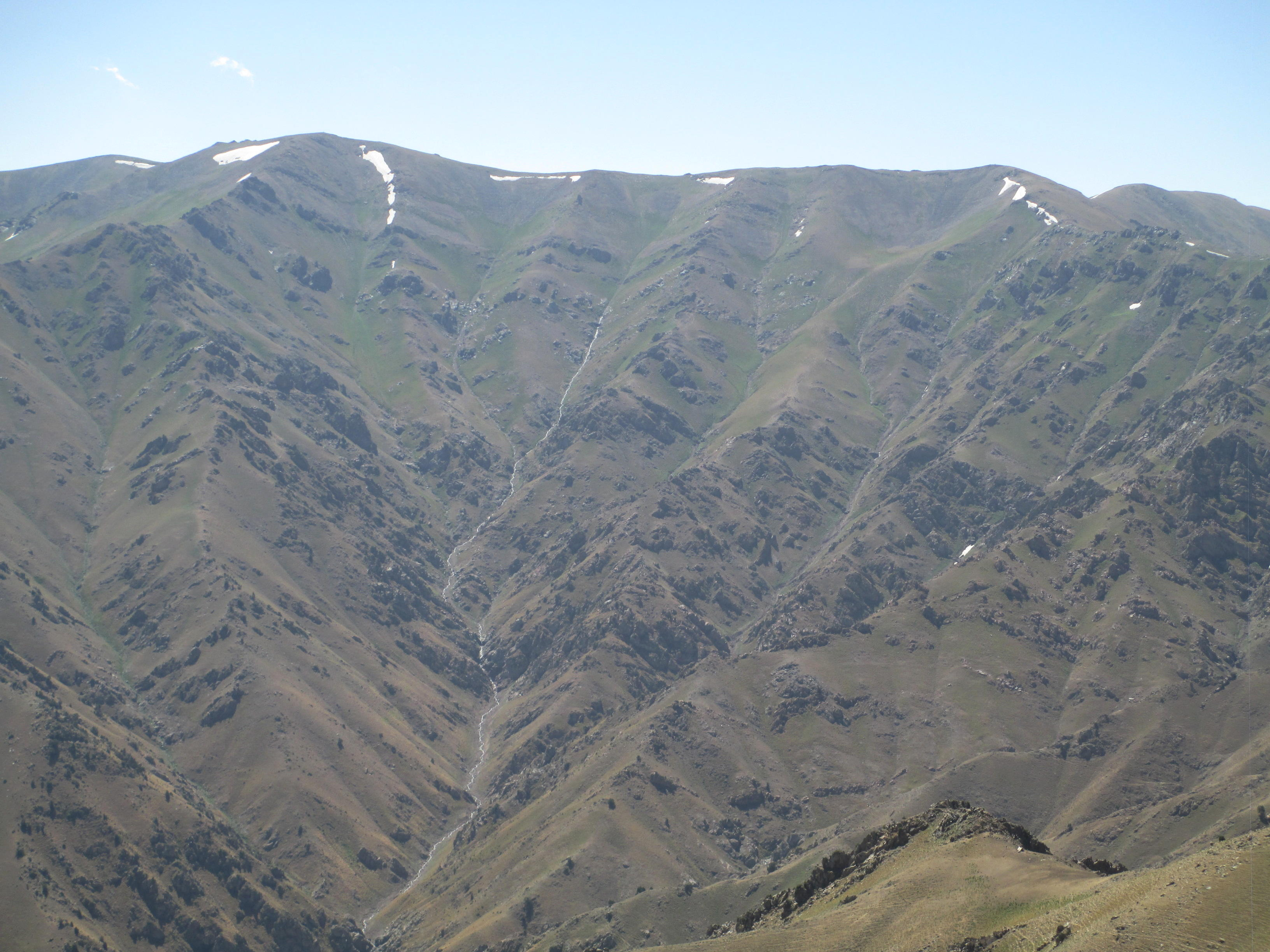
Cordillera de Chatkal, en Uzbekistán.

#### Las cordilleras orientales
En el sudeste del país, se encuentra la cordillera Gissar, que discurre unos 200 km de este a oeste entre Tayikistán y Uzbekistán. Su máxima cota es el punto más alto de Uzbekistán, el monte Khazret Sultan, de 4643 m. Está formada por rocas cristalinas y en la parte tayika se encuentra el conocido valle de Gissar. Al norte y paralela a esta se encuentra la cordillera Zeravshan, que también se divide entre ambos países. Discurre también de este a oeste a lo largo de 370 km y forma la cuenca alta del río Zeravshan. Sus puntos más elevados se hallan en Tayikistán, donde destaca el monte Chimtarga, de 5489 m. En Uzbekistán las montañas descienden hacia el oeste; el río Zeravshan, que nace en el país vecino, sigue la misma dirección y al llegar a la planicie central de Uzbekistán se divide en diversos canales de riego. En la parte uzbeka de las montañas hay pinturas rupestres que pertenecen a la civilización sogdiana. Al este, en la zona donde se unen ambas cordilleras, en la frontera tayika, se hallan los montes Fann, con un centenar de picos de más de cinco mil metros, entre ellos el compartido pico Chimtarga con la cordillera Zeravshan.
Al norte de la cordillera Zeravshan se encuentran las estribaciones occidentales de la amplia cordillera de Turquestán de 340 km, que separa las fronteras de Kirguistán y Tayikistán en su parte oriental y que acaba desembocando en Uzbekistán en su parte más baja, en las llanuras que rodean Samarkanda, al sur del río Zeravshan, que cruza esta ciudad. Estos macizos son las estribaciones occidentales del gran sistema de las montañas Tian Shan, que en su parte occidental se unen a la parte norte de la cordillera del Pamir.
En la prolongación al nordeste del país hay tres ríos, Ugam, Pskem y Chatkal, que se unen en el lago Charvak, el mayor de los embalses de la zona, formando el río Chirchiq. La cordillera Ugam discurre unos 100 km de nordeste a sudoeste; en el extremo septentrional se une a los montes de Talas Alatau, y en el meridional desciende suavemente hasta el valle del río Sir Daria; en la frontera con Kazajistán se halla el pico de Sairam, de 4238 m. Al sur, separada por el río Pskem, que nace en Talas Alatau y desemboca en el lago Charvak, se hallan las montañas Pskem, que separan Uzbekistán de Kirguistán. Se extienden 160 km de nordeste a sudoeste en la región de Taskent y coronan en los montes Beshtor, de 4299 m y Adelung, de 4301 m. Al sur de la Pskem se hallan el río Sandalysh, en Kirguistán, el río Chatkal, entre Kirguistán y Uzbekistán, afluente del río Chirchik, y el río Ko'ksu. Más al sur aún, separando el valle de Fergana, se encuentra la cordillera de Chatkal, de 225 km de largo y 30 km de ancho, formada, como las otras, por caliza, granito y esquisto.

#### Desiertos

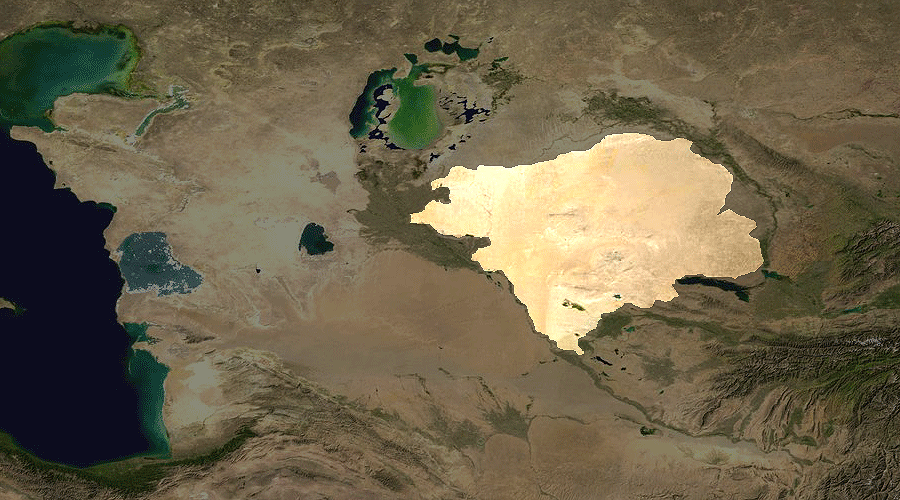
Desierto de Kyzyl Kum. Al oeste, el desierto del mar de Aral. Al sur, el desierto de Karakum, con el que se solapa, pues aunque el límite entre ambos sea el río Amu Daria, las condiciones son las mismas a ambos lados del cauce.

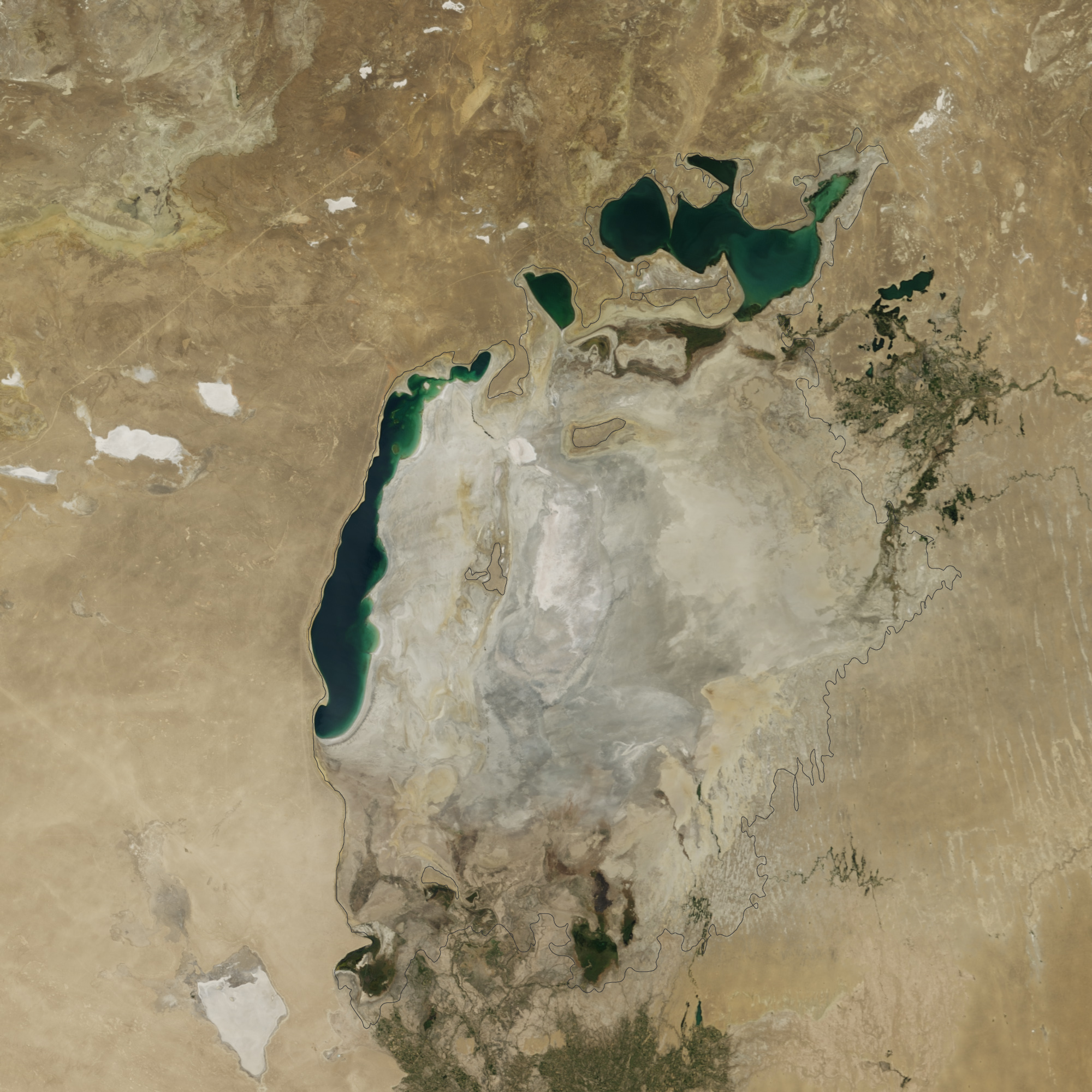
Desierto de Aralkum, en el espacio dejado por el mar de Aral.

La mayor parte de Uzbekistán está formada por desiertos. El más grande, que ocupa toda la parte centro-oeste, es el vasto desierto de Kyzyl Kum, que se extiende entre los ríos Amu Daria y Sir Daria, entre el sur de Kazajistán, a través de todo Uzbekistán y el norte de Turkmenistán, donde se encuentra con el desierto de Karakum. Se trata de una extensa llanura que cubre en total unos 300.000 km², con elevaciones de hasta 300 m, formada por dunas de arena (barjanas) y algunos oasis. Hay algunas reservas naturales donde se preserva la fauna.

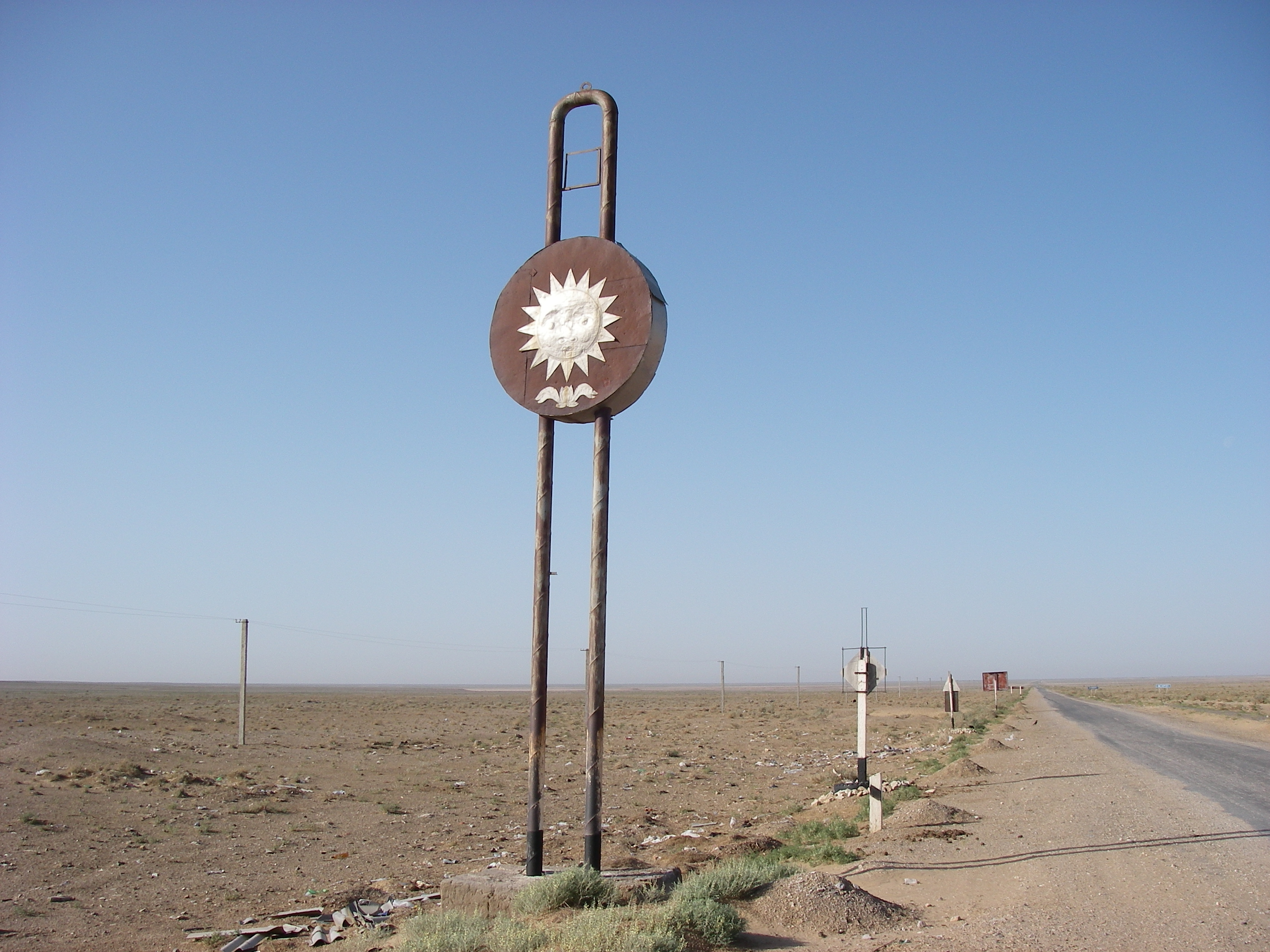
Desierto de Kyzyl Kum al sur de Dzhangeldy.

El desierto de Aral o Aralkum apareció al secarse el mar de Aral, al noroeste del país, compartido con Kazajistán. El desierto se encuentra en una zona donde los fuertes vientos este-oeste llevan el polvo hasta lugares muy lejanos, los campos de Rusia, los glaciares de Noruega o Groenlandia e incluso los pingüinos de la Antártida, contaminado por los pesticidas que llevaban las aguas del lago.
El desierto de Karakum ocupa la mayor parte de Turkmenistán y una parte del centro-sur de Uzbekistán, donde continúa con el nombre de Kyzyl Kum más allá del río Amu Daria, que separa ambos países. Está formado por arcillas y dunas onduladas, sin vegetación, salvo algunas zonas esteparias. Las arenas están formadas por evaporitas y restos de minerales alcalinos.
La llamada estepa del hambre, en uzbeko Mirzacho‘l, es una extensión esteparia de unos 10 000 km² en el extremo occidental del valle de Fergana, en la orilla izquierda del río Sir Daria, al sur de Taskent, que se extiende desde la frontera con Tayikistán hasta el piedemonte de la cordillera de Turkestán. Se trata de una llanura desértica de entre 230 y 380 m de altitud que se extiende sobre tres terrazas  de la orilla izquierda del río formadas de loess. Las precipitaciones son de unos 240 mm de media anual. Hoy es una de las zonas irrigadas más productivas del país y donde se cultiva la mayor parte del algodón, atravesada por tres canales principales.
Las regiones desérticas de Uzbekistán forman parte de la ecorregion de desiertos del norte de Asia Central, en el bioma de matorral xerófilo con lluvias entre 100 y 150 mm, temperaturas invernales que llegan normalmente a los -10.oC o -14.oC, y veranos calurosos con más de 25.oC de media. Abundan los panes salados, con un tipo de suelo llamado takir que se da en depresiones arcillosas con el suelo cuarteado. La vegetación está formada por matorrales del género Anabasis, Salsola y Artemisia.

#### La meseta de Ustyurt

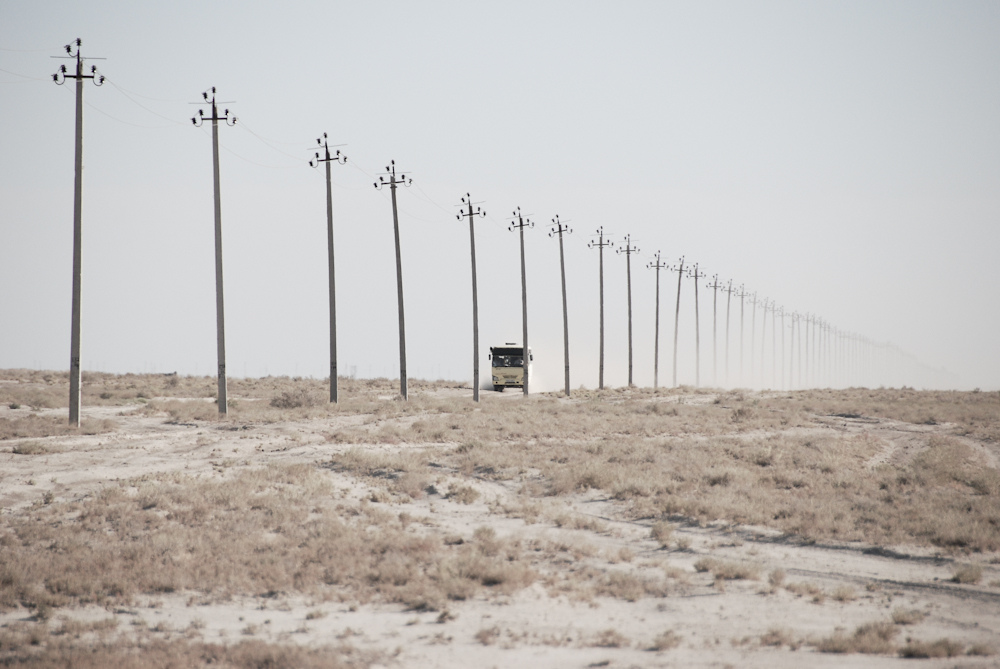
Meseta de Ustyurt en Karakalpakia.

La parte más occidental de Uzbekistán corresponde a la meseta de Ustyurt, una inmensa planicie de 200.000 km² compartida por Uzbekistán, Turkmenistán y Kazajistán, que se extiende desde el lago Sariqamish, el delta del Amu Daria y el mar de Aral hacia el oeste, hasta el Kara Bogaz Gol por el sudoeste y hasta cerca del mar Caspio. Una tercera parte pertenece a Uzbekistán. La altitud media es de 150 m, y está limitada al este por un pequeño reborde escarpado (tchink) de unos 250 m de altura junto al mar de Aral y la cuenca del Amu Daria. Se trata de una superficie rocosa calcárea ligeramente ondulada con numerosas cavidades endorreicas poco profundas, con suelos arcillosos en las depresiones y algunas hierbas tras las raras lluvias. Periodos más húmedos han formados dolinas y cuevas de hasta 90 m de profundidad y lagos subterráneos. El único río destacable, el río Emba, fluye hacia el oeste desde el norte de la meseta a través de Kazajistán hasta el mar Caspio.

#### El valle de Fergana

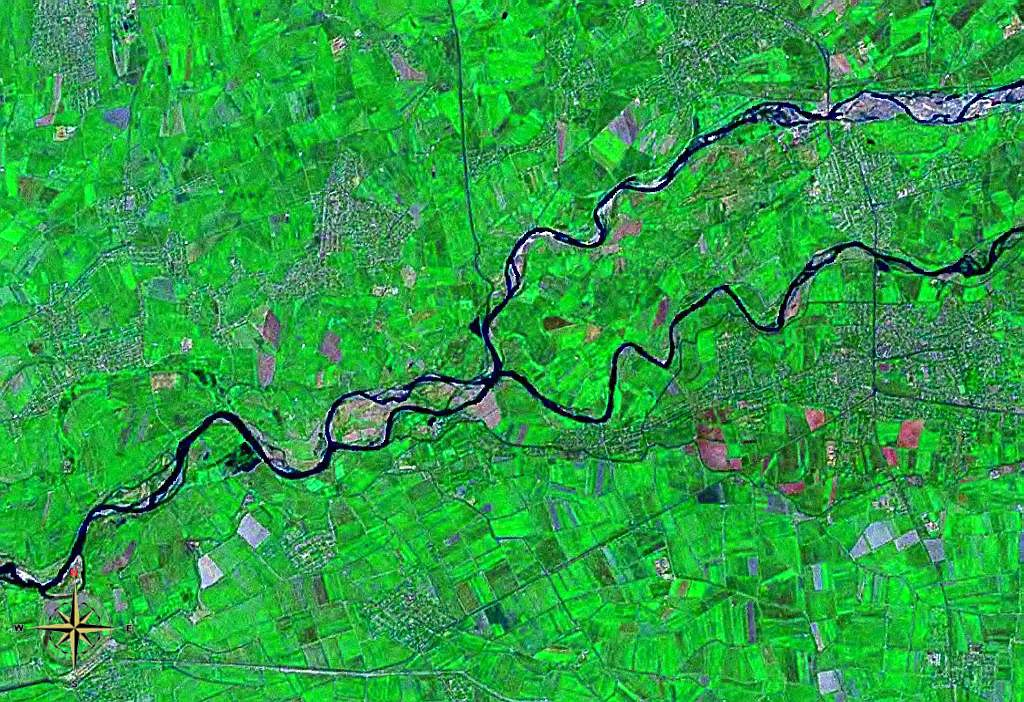
Confluencia del los ríos Naryn y Kara Daria en el valle de Fergana.

La parte más oriental de Uzbekistán está formada por el Valle de Fergana, una prolongación del país donde nace el río Sir Daria y que es también la región más fértil. Tiene una superficie de 21.440 km² y está bordeada por las montañas de Tien Shan por el norte, la cordillera Gissar por el sur y las montañas Alai por el este, cuyos picos nevados se ven desde la planicie. El oeste del valle ve discurrir el río Sir Daria, que va desde el noreste del país hasta el sur de Kazajistán, en el Kyzyl Kum. A pesar de que el valle recibe solo de 100 a 300 mm de lluvia cada año, no es desierto más que la parte central y un poco en la periferia, cerca de las montañas.
El valle está alimentado por dos ríos, el río Naryn y el Kara Daria, que cuando se unen dan lugar al Sir Daria. En el extremo oriental, en el Kara Daria se construyó el embalse de Andiján, entre Kirguistán y Uzbekistán, para irrigar el valle. Se estima que en el valle hay unos 12.000 km² de tierras cultivadas, dos tercios de regadió, de los que 69 km² serían vides y 1400 km², algodón. También se cultiva trigo, arroz y hortalizas. La zona es de las más densamente pobladas de Asia central.

#### Actividad sísmica
La actividad sísmica en la República de Uzbekistán es importante, ha habido muchos terremotos. Su capital, Taskent, fue casi completamente destruida por un terremoto en 1966, otros fenómenos sísmicos causaron grandes daños antes y después de este año. Las zonas de montaña son particularmente activas.

## Hidrografía

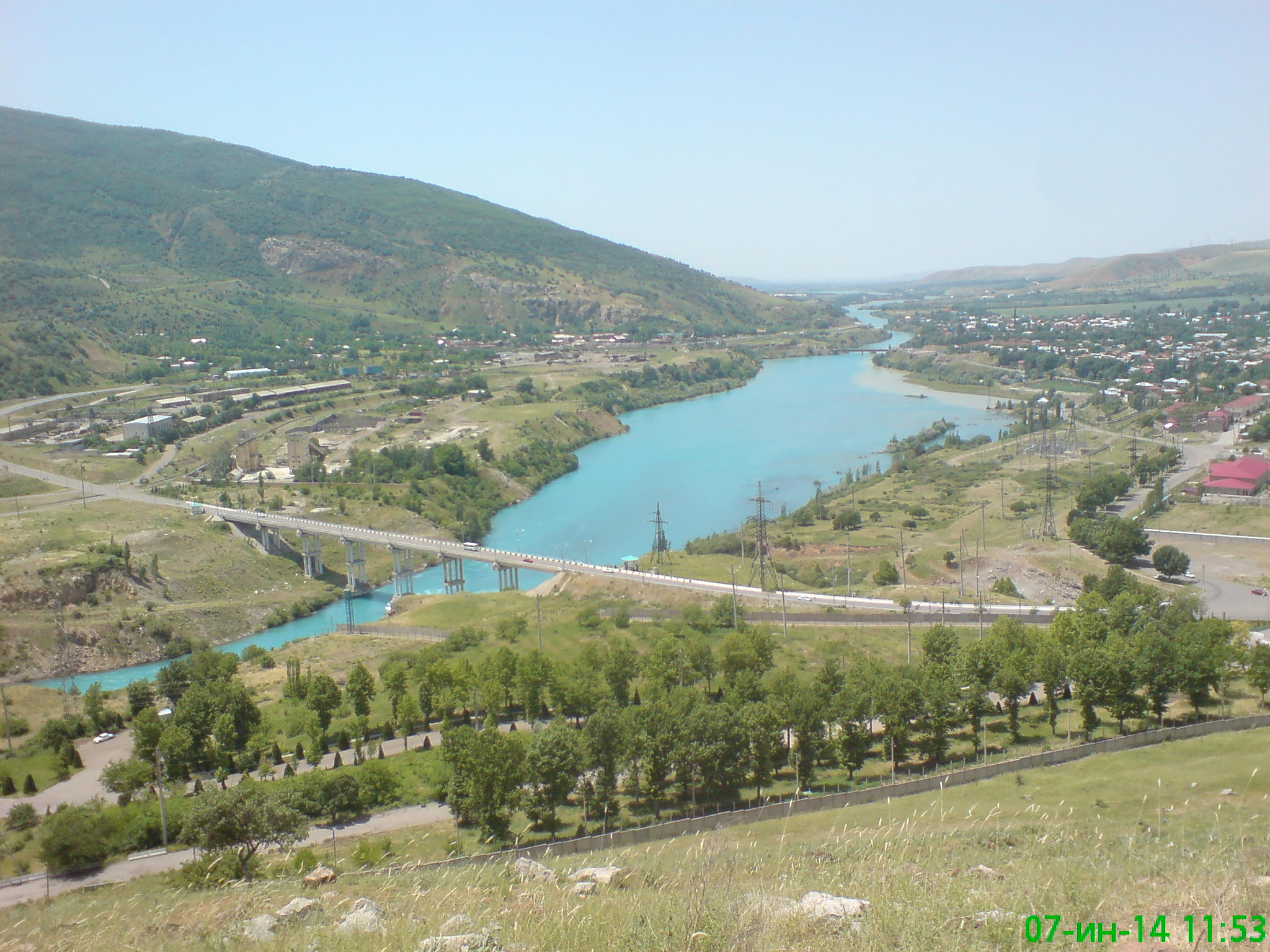
Río Chirchiq, cerca de Chorvoq.

Los recursos hídricos son escasos en el país y mal distribuidos en todo el territorio. Las vastas llanuras que ocupan cerca de dos terceras partes del país reciben poca agua, y tiene pocos lagos. Los dos ríos principales son el Amu Daria y el Sir Daria. Forman las dos cuencas fluviales más importantes del Asia central y se utilizan mayoritariamente para el riego de las tierras agrícolas. Se han creado multitud de canales para aumentar el porcentaje de tierras de cultivo, sobre todo en el valle de Fergana. Durante la época soviética, se diseñó un plan según el cual, Kirguistán y Tayikistán proveerían de agua de estos dos ríos a Kazajistán, Turkmenistán y Uzbekistán en verano, y estos tres países proveerían de petróleo y gas durante el invierno a Kirguistán y Tayikistán. Con la caída de la Unión Soviética, el proyecto se anuló. de acuerdo al International Crisis Group, esta situación no resuelta podría originar un conflicto.

#### La cuenca del río Amu Daria
La cuenca del Amu Daria cubre el 81,5% del territorio. En el nivel superior a través del país, bordea Afganistán y Tayikistán, donde se genera la mayor parte del agua. En un nivel medio, bordea Uzbekistán y Afganistán y luego entra en Turkmenistán. En el nivel más bajo, el río atraviesa Uzbekistán antes de llegar al mar de Aral. Los principales tributarios son los ríos Surkhandarya, Sherabad, Kashkadarya y Zeravshan. El Surkhandarya y el Zeravshan se originan en Tayikistán. El Zeravshan era el mayor tributario antes de ser embalsado para los grandes planes de irrigación, que llegan hasta Bujará, en el desierto de Kyzyl Kum. En la cuenca se producen de media anual 78,5 km³, con grandes variaciones, con el 77-80 por ciento entre abril y septiembre. Solo el 6% se genera en el propio Uzbekistán, y apenas el 10% alcanza el mar de Aral.

#### La cuenca del Sir Daria
La cuenca del Sir Daria cubre el 13,5% del territorio. La cuenca alta del río se encuentra en Kirguistán, donde se genera la mayor parte del agua; la cuenca media entre Tayikistán y Uzbekistán, y la baja en Kazajistán, antes de descargar en el mar de Aral. Los principales tributarios en Uzbekistán son el Chirchik y el Angren o Akhangaran, que nacen en Kirguistán. En la cuenca se producen de media anual 36,57 km³. Solo el 13% de los rescursos se generan en Uzbekistán, y solo el 5% llega al mar de Aral.

#### Lagos

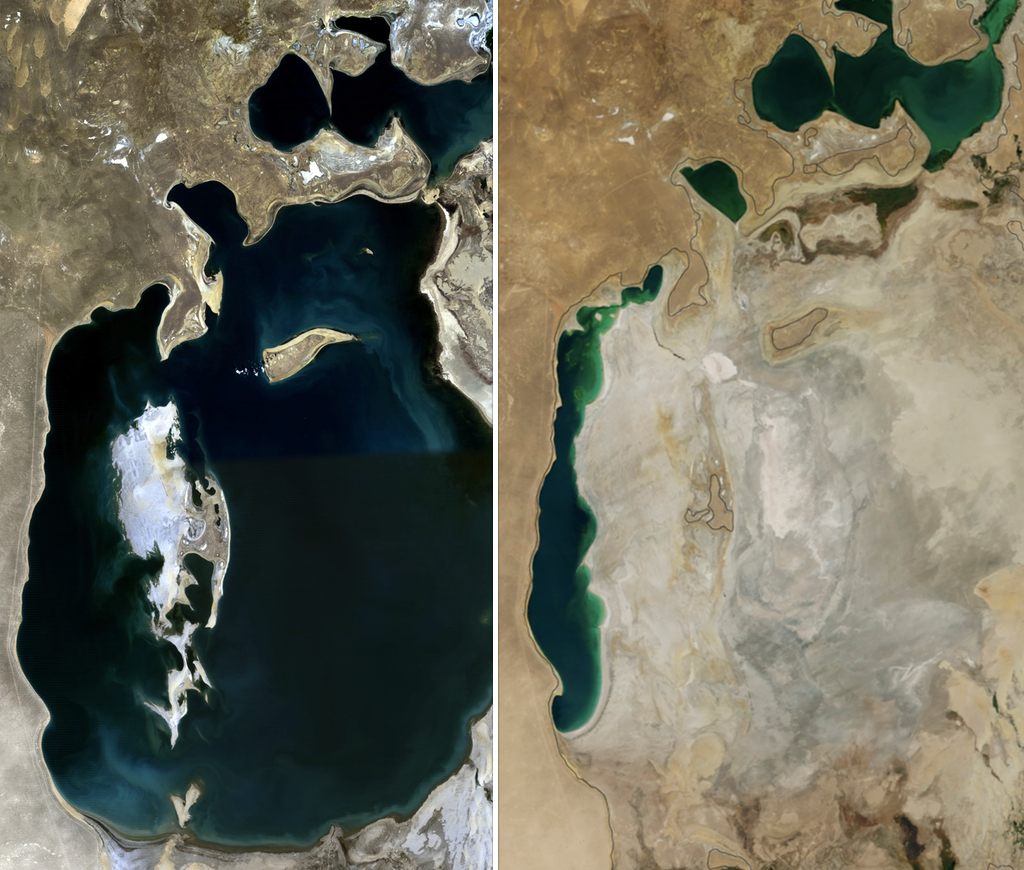
Mar de Aral en 1989, a la izquierda y 2014, a la derecha.

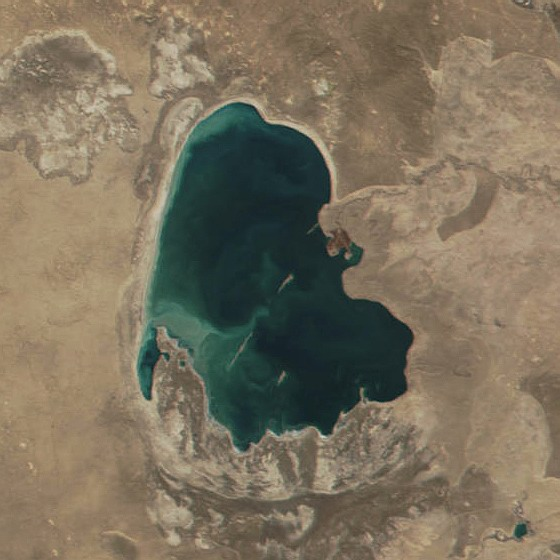
Lago Sariqamish en 2001

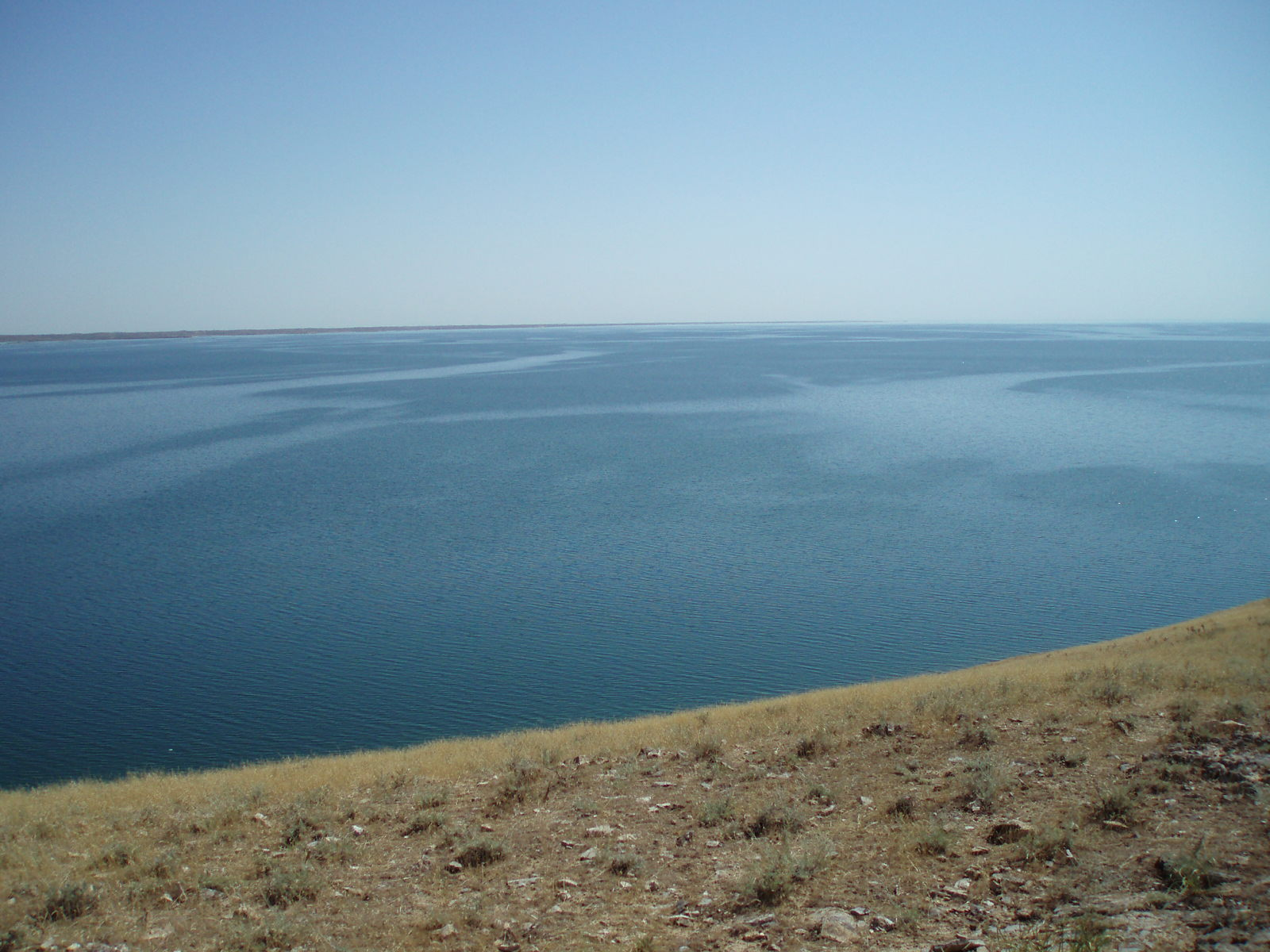
Lago Aidar.

En Uzbekistán solo hay dos lagos naturales, uno de ellos son los restos del mar de Aral y el otro es el lago Sariqamish. El mar de Aral, alimentado por una cuenca de 1,549.000 km² y las aguas de los dos grandes ríos de la región, el Amu Daria y el Sir Daria, compartido con Kazajistán, se ha visto reducido a varios lagos pequeños que, en su parte meridional uzbeka ocupaban, en 2005, unos 3500 km², con una profundidad media de 14-15 m. Por otro lado, mientras la parte kazaja, alimentada por el río Sir Daria, ha tenido cierta recuperación en los últimos años con la construcción de un dique para formar el embalse de Korakal, que ha hecho revivir la ciudad de Aralsk, la parte uzbeka, centrada en la ciudad de Moynaq, se encuentra frente a un desierto gigantesco, ya que el río Amu Daria no posee suficiente agua después de regadío para alcanzar el mar de Aral. El lago Sarygamisk, al sur del mar de Aral, está dividido entre Uzbekistán y Turkmenistán, en una depresión a medio camino del mar de Aral y el mar Caspio. Actualmente, está alimentado únicamente por un largo canal llamado Daryalyk Collector, que procede del río Amu Daria, después de que se secara el río Uzboy en el siglo XVIII. Históricamente, ha aparecido y desaparecido varias veces. Desde 1963, se ha convertido en el lago de drenaje de las aguas residuales del colector Daryalyk, que riega la orilla izquierda del Amu Daria. En Uzbekistán cubre unos 1000 km², en Turkmenistán unos 3000 km², con uno volumen de unos 60 km³ y una profundidad máxima de 45 m. Al norte y al oeste se encuentra la meseta de Ustyurt, que a pesar del nombre solo tiene unos 150 m de altitud.

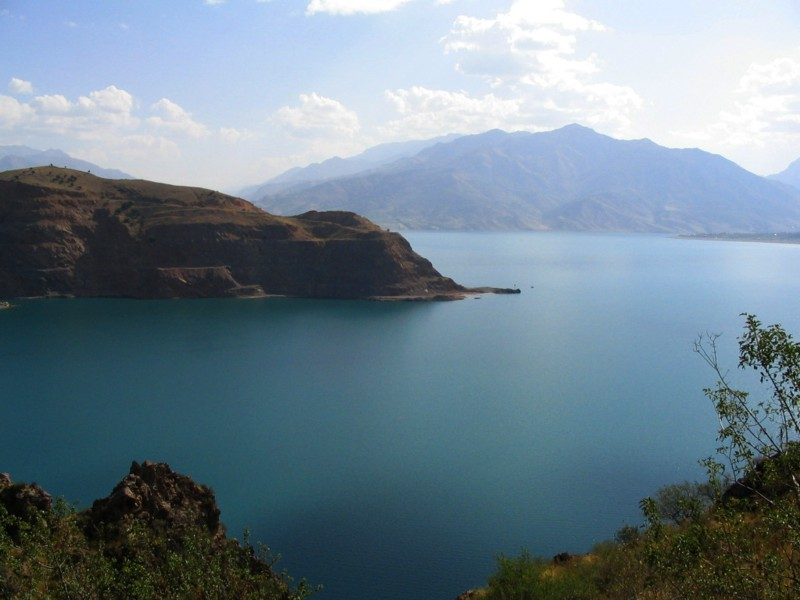
Lago Charvak

El lago Aidar, que aparece claramente reflejado en los mapas desde el satélite, se encuentra en el centro-este de Uzbekistán. Tiene forma alargada de noroeste a sudeste (250 km de largo y 15 km de ancho), ocupa 3000 km² y forma parte de un sistema artificial de tres lagos, Aidar Kul, Arnasay y Tuzkan, que cubren en conjunto 4000 km². Construido en la cuenca del Sir Daria, recibe las aguas sobrantes del embalse de Chardara, en Kazajistán, cuando este no puede absorber las crecidas. Contiene 44,3 km³ de agua, y se utiliza para la pesca.
El lago Charvak es en realidad un embalse en la región de Taskhent, en la encrucijada de las sierras de Ugam, Pskem y Chatkal, creado con una presa de 168 m de altura en 1970, cerca de donde confluyen los ríos Pskem, Chatkal y Koksu, que dan lugar al río Chirchik.

#### Embalses y regadío

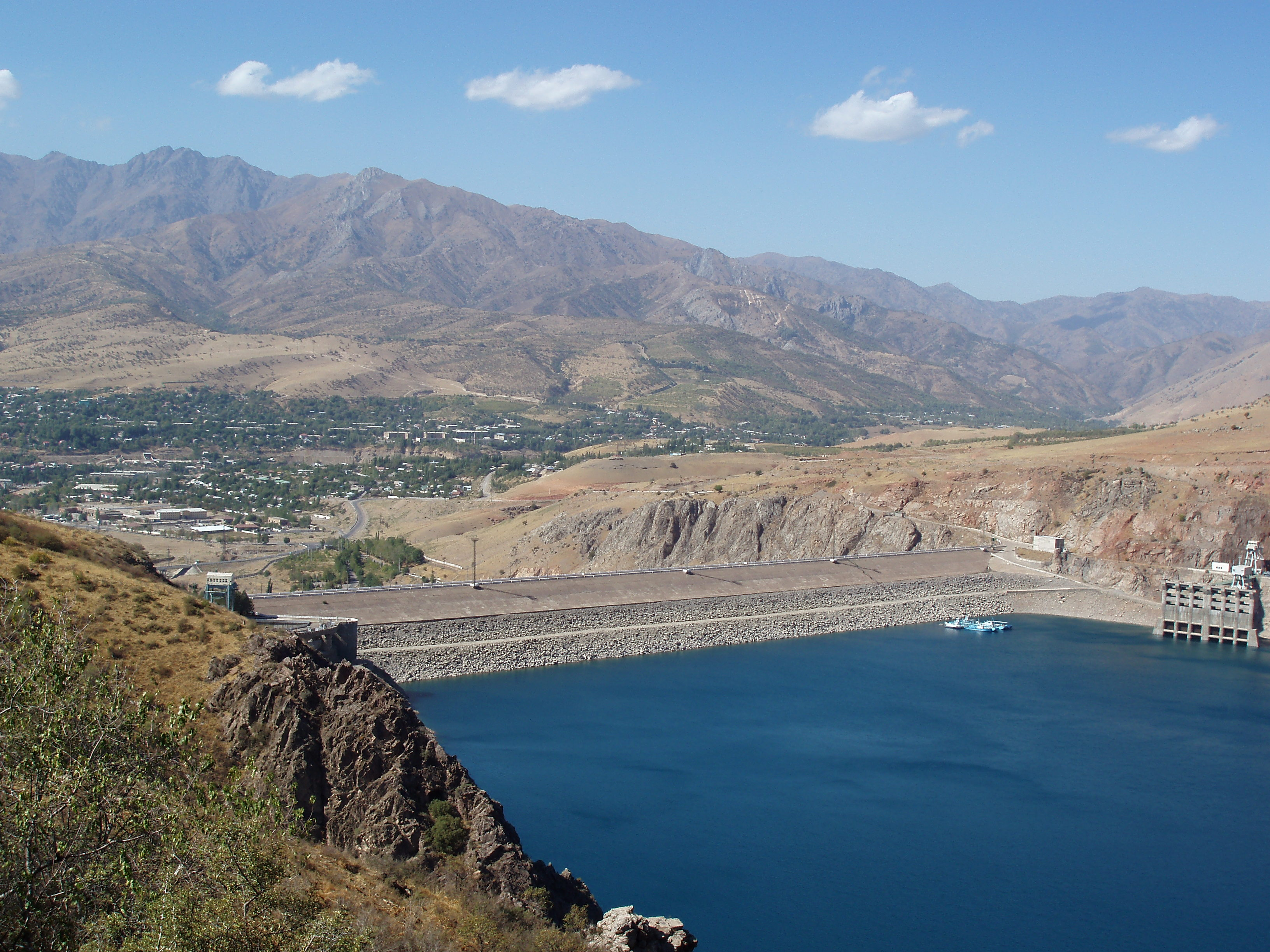
Presa y embalse de Charvak, que forma el llamado lago Charvak, en el río Chirchiq.

En 2012 había en Uzbekistán unos 5,2 millones de ha de tierras cultivadas, de los cuales 4,2 millones (42.000 km²) eran de regadío. Más del 80% del agua procede de los países vecinos, y el 97% de la producción se obtiene en tierras irrigadas. En 2019 se consumían 51 km³ de agua en el país, de los que 46,8 km³ eran para la agricultura. El 80% procede de los ríos Amu Daria y Sir Daria, el resto de aguas subterráneas (hay 94 acuíferos principales) u originadas en las montañas.
El 24% del agua para riego procede de embalses, de los que en 2019 había en el país 55, con una capacidad total de 19 km³, de los que se usaban en realidad, por razones de eficiencia, 14,5 km³, con una superficie total de 1.450 km². Debido a la gran cantidad de sedimentos que aportan los grandes ríos del país (el Amu Daria y el Sir Daria son ríos muy turbios) por estas fechas, 11 de esos embalses se habían colmatado, y otros cinco estaban fuera de servicio por la misma razón. En la tabla que se muestra a continuación, se encuentran los embalses más destacables.
| Embalse      | Río                   | Capacidad | Superficie | Provincia   |
| Aktepa       | Amu-Zang              | 120 hm³   | 11,5 km²   | Surxandarya |
| Akdarya      | Arkadya               | 112 hm³   | 12,7 km²   | Samarkanda  |
| Andiján      | Kara Daria            | 1,9 km³   | 56 km²     | Andizhan    |
| Akhangaran   | Akhangaran            | 198 hm³   | 2,9 km²    | Taskent     |
| Charvak      | Pskem, Koksu, Chatkal | 2 km³     | 40 km²     | Taskent     |
| Chartak      | Chartaksay            | 45 hm³    | 2,96 km²   | Namangan    |
| Chimkurgan   | Kashkadarya           | 500 hm³   | 49,2 km²   | Kashkadarya |
| Djizak       | Sanzar                | 100 hm³   | 13,75 km²  | Jizzakh     |
| Gissarak     | Aksu                  | 170 hm³   | 4,1 km²    | Kashkadarya |
| Kamashi      | Karabagdarya          | 25 hm³    | 3,82 km²   | Kashkadarya |
| Kattakurgan  | Zeravshan             | 900 hm³   | 84,5 km²   | Samarkanda  |
| Karaultepa   | Canal Eskituyatartar  | 53 hm³    | 8,5 km²    | Jizzakh     |
| Karkidon     | Isfaramsay            | 218 hm³   | 9,5 km²    | Fergana     |
| Kasansay     | Kasansay              | 165 hm³   | 8 km²      | Namangan    |
| Kuyumazar    | Zeravshan             | 310 hm³   | 17,2 km²   | Navoiy      |
| Pachkamar    | Guzardarya            | 260 hm³   | 12,4 km²   | Kashkadarya |
| Shurkul      | Zeravshan             | 394 hm³   | 42,3 km²   | Bujará      |
| outh Surkhan | Surxandarya           | 800 hm³   | 65 km²     | Surxandarya |
| Talimardzhan | Amu Daria             | 1525 hm³  | 77,3 km²   | Kashkadarya |
| Tudakul      | Canal Amu-Bukhara     | 1200 hm³  | 162 km²    | Navoiy      |
| Tupalang     | Tupalang              | 500 hm³   | 8,85 km²   | Surxandarya |
| Tuyamuyun    | Amu Daria             | 2550 hm³  | 790 km²    | Khorezm     |
| Tuyabuguz    | Akhangaran            | 250 hm³   | 16,2 km²   | Taskent     |
| Uchkizil     | Amu Zang              | 160 hm³   | 10 km²     | Surxandarya |
| Zaamin       | Zaaminsu              | 51 hm³    | 14 km²     | Jizzakh     |

## Clima

Mapa de Köppen de climas de Uzbekistán. En naranja, desierto frío; en amarillo medio, frío semiárido; en amarillo claro, mediterráneo templado; en rosa, continental templado.

El clima es árido continental, con veranos calientes e inviernos fríos en las vastas llanuras del centro y el oeste, y moderadamente lluvioso en el este, donde aparecen las montañas. Las temperaturas de verano a menudo superan los 40.oC, y son cuatro o cinco grados más cálidas en el sur. En invierno, es de alrededor de -2.oC, pero puede bajar a -40 °C, sobre todo al norte del mar de Aral y en el norte del desierto de Kizil Kum. La mayor parte del país es bastante árido, con escasas precipitaciones: 100 a 200 mm anuales, la mayoría en invierno y primavera. Cuando hay pocas lluvias entre julio y septiembre, la vegetación deja de crecer. El país está expuesto a las olas de frío siberianas del noroeste y a las olas de calor del sur. En términos generales, la evaporación anual es de 1600 mm, frente a unas lluvias de 100-200 mm, por lo que la irrigación es imprescindible.
En el centro-este del país, en Taskent, a 400 m de altitud, la temperatura media en enero es de -1,5.oC a 7.oC) y en julio es de 20.oC a 36.oC). Las temperaturas han subido en las últimas décadas varios grados. En 1969, se alcanzaron los -29.oC y desde entonces, la mínima ha sido de -18.oC en 2008. Las lluvias medias apenas superan los 400 mm, con menos de 10 mm entre julio y septiembre. En la parte más oriental se halla el valle de Fergana; en la capital, a 600 m, llueve menos que en Taskent, pues solo caen 165-200 mm, solo en marzo se superan los 20 mm y caen menos de 10 mm entre julio y septiembre. En Samarkanda, al sudoeste de Taskent y a 700 m de altitud, el clima es estepario, con unos 350 mm de lluvia anual y menos de 10 mm entre junio y septiembre, cuando hace más calor, con temperaturas entre -2 y 7.oC en enero y 19 y 34.oC en julio. Bujará, a 200 m de altitud, en las llanuras centrales, tiene un clima parecido aunque más seco, con solo 150 mm anuales y cuatro meses en verano en que apenas llueve y las temperaturas medias durante el día superan los 37.oC. En Termez, en la frontera con Afganistán, con la misma sequedad, se alcanzan los 40.oC a diario en agosto, con máximas de 10.oC y mínimas de 0.oC en enero.
En los desiertos fríos del oeste y noroeste, en el vasto desierto de Kyzyl Kum, se alcanzan los -30.oC en invierno y los 50.oC en verano. En el área del mar de Aral, en Chimbay, caen unos 100 mm anuales, con 17 mm entre marzo y mayo, y menos de 3 mm entre junio y septiembre. Las temperaturas, entre 0 y -9.oC en enero, y 19 y 34,5.oC en julio. En Jiva, al sur, con 100 mm anuales también, las temperaturas oscilan ente 2 y -7.oC en enero y 22 y 37.oC en julio, aunque pueden pasar de los 40.oC fácilmente desde mayo.

## Problemas medioambientales

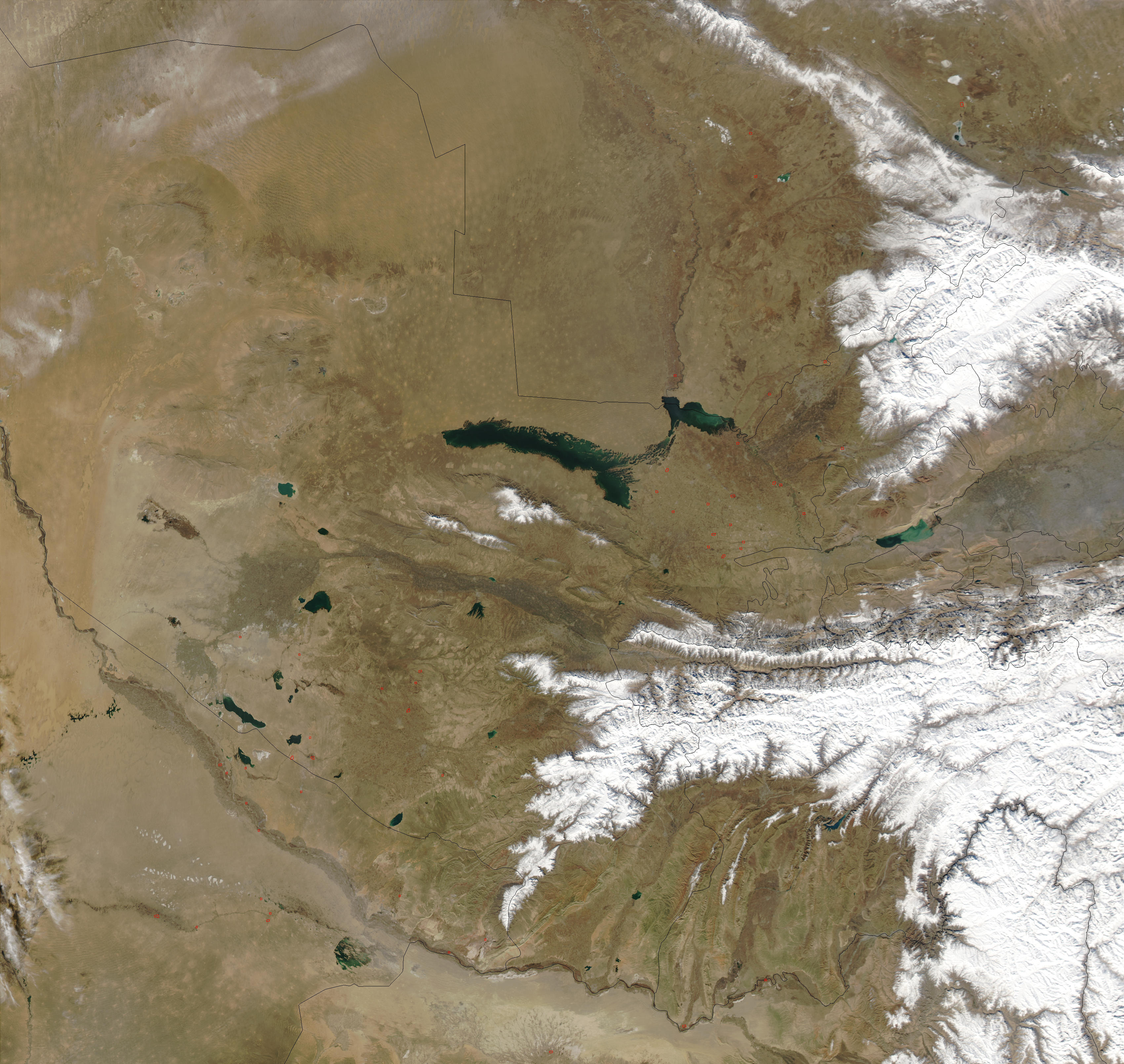
Imagen de satélite de Uzbekistán. Los puntos rojos son los incendios.

A pesar de la riqueza natural y la variedad de terrenos. Las décadas de dominación por la Unión Soviética y su política económica han hecho de Uzbekistán uno de los países con peor medio ambiente de la Comunidad de Estados Independientes. El uso generalizado de agroquímicos, la desviación de agua de los dos ríos más importantes para la irrigación de campos agrícolas, y la crónica falta de plantas de tratamiento de agua, se encuentran entre los factores que causan problemas medioambientales y para la salud a gran escala.
La devastación ambiental en la República de Uzbekistán está bien ilustrada por la catástrofe del mar de Aral. La desviación de las aguas de los ríos Amu Daria y Sir Daria para cultivar algodón, ha hecho disminuir el tamaño de este mar: era el cuarto lago endorreico del mundo pero se ha reducido a la mitad en superficie y a dos tercios de su volumen en comparación con lo que era en 1960. La desecación y la salinización del lago causan tormentas de sal y arena que destruyen la agricultura de las zonas circundantes y sus ecosistemas y afectan a la salud de la población local. La desertificación causa la pérdida de animales y plantas, la disminución de las tierras de cultivo y de su calidad, el cambio climático y la destrucción de monumentos culturales e históricos. Cada año, muchas toneladas de sal son diseminadas hasta a 800 km de distancia por los vientos. Algunos dicen que las tormentas de arena y sal del mar de Aral han aumentado el porcentaje de materia sólida en la atmósfera en más del 5%, lo que afecta al cambio climático.
El mar de Aral es solo el indicador más visible de la desolación del país. El período soviético ha destruido gran parte del agua de Uzbekistán de varias maneras: por no construir plantas de tratamiento de agua suficiente, por el uso excesivo de los plaguicidas, herbicidas, defoliantes, y fertilizante no biológicos, y  por el fomento de proyectos industriales, sin la preocupación por el impacto sobre el medio ambiente y la población local.

### Contaminación del agua

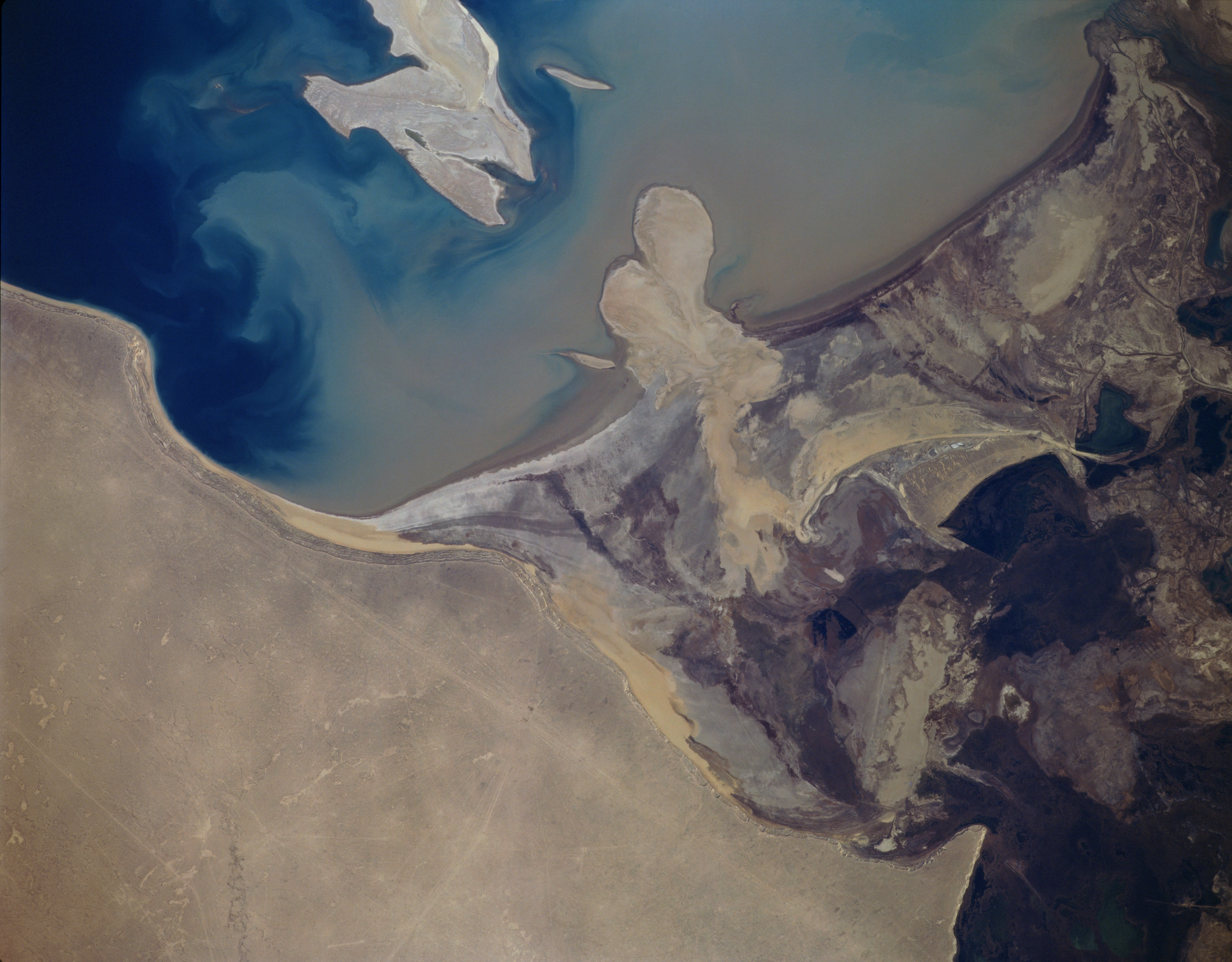
Delta del Amu Daria.

El uso generalizado de productos agroquímicos en el cultivo del algodón, los sistemas de riego ineficientes, y la insuficiencia de los sistemas de drenaje son ejemplos de las condiciones que han promovido la absorción de las aguas salinas y contaminado el suelo. La política postsoviética es más peligrosa todavía: en el decenio de 1990,  han sido aplicados de 20 a 25 kg de fertilizantes no orgánicos e insecticidas por hectárea, frente a 3 kg, en toda la Unión Soviética. Por lo tanto, el agua en Uzbekistán está aún más contaminada. Los productos industriales también han dañado el agua del país. En el río Amu Darya se han encontrado altas concentraciones de fenol y de productos petrolíferos, que ponen en peligro la salud de la población que vive a orillas del río. En 1989, el ministro de salud de la República Socialista Soviética de Turkmenistán,  describió al Amu Darya como zanja de aguas residuales de sustancias industriales y agrícolas. Un informe de 1995 dice que el río se ha deteriorado aún más que durante la época soviética.
En el decenio de 1990 aproximadamente el 60% de los fondos para el control de la contaminación se dio a los proyectos relacionados con el drenaje, pero solo la mitad de las ciudades y alrededor de una cuarta parte de los pueblos tiene acceso a una red de saneamiento. Los sistemas municipales no cumplen los requisitos de calidad, gran parte de la población carece de agua potable y se utiliza el agua  directamente de los canales o ríos contaminados.
Según un informe, casi todas las aguas subterráneas de la República de Uzbekistán está contaminada por los desechos industriales y químicos. Un representante del Ministerio de Medio Ambiente estima que la mitad de la población vive en zonas donde el agua está muy contaminada. El gobierno estima que en 1995 solo unos 230 de las alrededor de 8000 empresas industriales siguen los estándares de control de la contaminación.

### La contaminación del aire
La mala gestión de los recursos hídricos y el uso generalizado de agroquímicos también han contaminado el aire. Las tormentas de arena y de sal y el uso frecuente de pesticidas y defoliantes sobre los campos de algodón han contribuido a la grave degradación de la calidad del aire en las zonas rurales.
En los centros urbanos, las fábricas y las emisiones de dióxido de carbono de los vehículos son un peligro creciente para la calidad del aire. Menos de la mitad de las chimeneas de las fábricas  están equipadas con filtros, y ninguna puede filtrar las emisiones de gases, y, lo que es más importante, un gran porcentaje de los actuales filtros son defectuosas o están estropeados.
Los datos sobre la calidad del aire en Taskent, Ferganá y Olmaliq muestran que las tres están por encima de los niveles recomendados de óxido nitroso y aerosoles. Hay altos niveles de plomo, níquel, zinc, cobre, mercurio y manganeso en la atmósfera uzbeka, principalmente debido a la combustión de combustibles fósiles, a los residuos, y al proceso de la metalurgia. Los niveles son particularmente elevadas en provincia de Taskent y en la región meridional, cerca de la planta metalúrgica de Olmalia.
A mediados de los años 1990, la producción industrial en la República de Uzbekistán, que se estima en aproximadamente el 60% de la industria en todos los países de Asia Central, con excepción de Kazajistán también fue responsable de 60% de todas las emisiones de sustancias nocivas en la región a la atmósfera.
Debido a que los automóviles son relativamente raros, las emisiones de dióxido de carbono de estas máquinas no son un problema más que en la capital y en Ferganá.

## Áreas protegidas de Uzbekistán

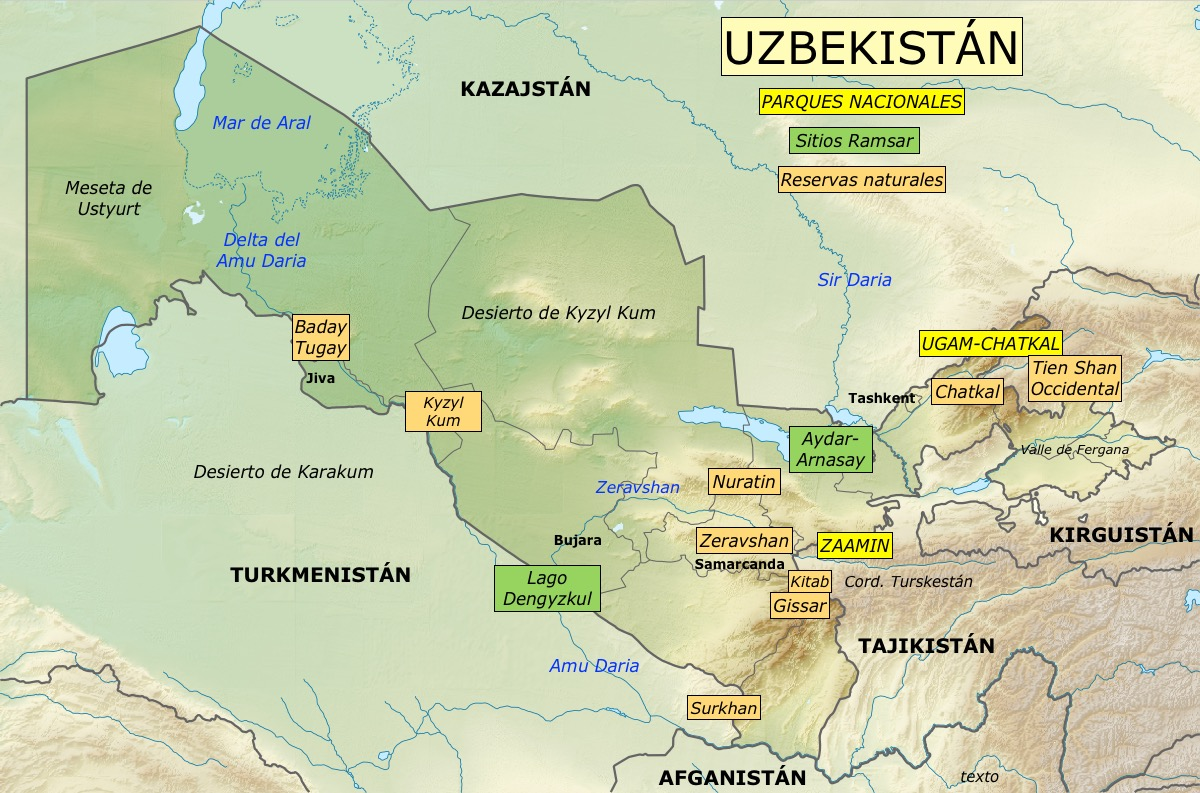
Áreas protegidas de Uzbekistán

Según la IUCN, en 2020 había en Uzbekistán 15.201 km² protegidos, el 3,38% de la superficie de 405.363 km², divididos en 18 áreas. Dos son parques nacionales, 2 son refugios naturales, 9 son reservas naturales estatales y 1 es un santuario natural o reserva parcial. De estas, una es patrimonio de la humanidad, otra es reserva de la biosfera de la Unesco y 2 son sitios Ramsar.
- Parque nacional Zaamin, 482 km²
- Parque nacional de Ugam Chatkal, 11492 km²
- Refugio de la naturaleza de Karnabchut, 400 km²
- Refugio de la naturaleza de Koshrabad, 165 km²
- Santuario de la naturaleza de Sangardakskiy, 265 km²
- Reserva natural de Gissarskiy, 1629 km²
- Reserva natural de Surkhanskiy, 553 km²
- Reserva natural de Chatkalskiy, 714 km²
- Reserva natural de Nuratinskiy, 355 km²
- Reserva natural de Zaaminskiy, 537 km²
- Reserva natural de Baday-Tugay, 129 km²
- Reserva natural de Zeravshanskiy, 47 km²
- Reserva natural de Kitab Geological NR, 108 km²
- Reserva natural de Kyzylkumskiy, 101 km²

- Reserva de la biosfera de las montañas Chatkal, 573 km²
- Patrimonio de la humanidad de Tien Shan Occidental, 5282 km²

#### Sitios Ramsar
- Sistema lacunar de Aydar-Arnasay, 5271 km².[16]
- Lago Dengizkul, 313 km².[17]

#### Reservas de la naturaleza potenciales
La Fundación Michael Succow para la protección de la naturaleza propuso en 2019 la creación de tres reservas naturales por el interés de la flora y la fauna en zonas poco perturbadas.
- Ecocentro Jeiran, 200 km², cerca de Bujará.
- Hissar Zapovednik, 812 km²
- Surkhan Zapovednik, 250 km², en la frontera con Turkmenistán.

## Estadísticas
Espacio
- Superficie total: 447.400 km ²
- Tierra:  425.400 km ²
- Agua:  22.000 km ²

Fronteras:
Total: 6.221 km
Con otros países: Afganistán, 137 km; Kazajistán, 2.203 km; Kirguistán, 1.099 km; Tayikistán, 1.161 km; Turkmenistán, 1.621 km
Costas: No, solo los 420 km en el Mar de Aral.
Es el único país, junto a Liechtenstein, que tiene dos países antes de alcanzar una frontera marítima.
Elevaciones extremas:
- Punto más bajo: lago Sariqamish, por las oscilaciones de nivel, cuando está bajo -12 m
- Punto más alto: Khazret Sultan, 4.643 m

Recursos naturales: gas natural, petróleo,  carbón, oro uranio plata, cobre, plomo, zinc, tungsteno, molibdeno
La explotación de la tierra:
- Las tierras arables: 9%
- Cultivos permanentes: 1%
- Pastos permanentes: 46%
- Los bosques: 3%
- Otros: 41% (1993 est)

Tierra de regadío: 40000 km ² (1993 est)
Desastres naturales: terremotos y sequías.
Los problemas ambientales: desaparición gradual del Mar de Aral, causando tormentas de arena y sal que contribuyen a la desertificación; la contaminación del agua por residuos industriales y productos agroquímicos, causando problemas de salud y la salinización del suelo.
Los tratados internacionales sobre el medio ambiente:
- Participa en: biodiversidad, cambio climático, protocolo de Kioto, desertización, especies en peligro de extinción, modificación ambiental, residuos peligrosos, la protección de la capa de ozono

## Información
- Rangelands of the Arid and Semi-arid Zones in Uzbekistan, Gintzburger et alt., CIRAD, 2003
- Traducido de Geography of Uzbekistan
- /cia/publications / factbook / geos / uz.html CIA World Factbook: Uzbekistán
- — PDF, Biblioteca del Congreso de Perfiles de País: Uzbekistán
- Esta obra contiene una traducción  derivada de «Géographie de l'Ouzbékistan» de Wikipedia en francés, publicada por sus editores bajo la Licencia de documentación libre de GNU y la Licencia Creative Commons Atribución-CompartirIgual 4.0 Internacional.